# Корнелія ван Зантен
Вейнтьє Корнелія ван Зантен (нід. Wijntje Cornelia van Zanten; 2 серпня 1855, Дордрехт — 10 січня 1946, Гаага) — нідерландська співачка (контральто, потім колоратурне сопрано) і вокальний педагог.
Навчалася у консерваторії в Кельні у К. Шнайдера, удосконалювалася у Мілані у Ф. Ламперті. Дебютувала у Турині в опері «Фаворитка» Гаетано Доніцетті, співала у театрах Німеччини. У складі трупи Національної оперної компанії гастролювала у США (1886–1887) та Росії («Кільце Нібелунгів» Ріхарда Вагнера, 1889).
Одна з видатних співачок свого часу, ван Зантен здобула популярність і як вокальний педагог. Викладала у консерваторіях Амстердама (1895—1903), Берліна (1903—14; організувала там свою школу), Гааги (з 1914 року). Серед учнів ван Зантен — Я. Урлюс, Т. Кунен та інші. Автор багатьох робіт з техніки вокального мистецтва, а також кілька пісень.
Твори:
- Hoogere techniek van den zang, Amst., 1899;
- Leitfaden zum Kunstgesang, Lpz., 1903;
- Bel Canto des Wortes, В., 1911, 1918;
- Het stemmen der stem, 's-Gravenhage, 1918;
- Het stemwonder in den mensch, 's-Gravenhage, 1925;
- Das wohltemperierte Wort als Grundlage für Kunst und Frieden, Lpz., 1930.